# Großer Preis von Kanada 1986
Der Große Preis von Kanada 1986 (offiziell XXV Grand Prix du Canada) fand am 15. Juni auf dem Circuit Gilles-Villeneuve in Montreal statt und war das sechste Rennen der Formel-1-Weltmeisterschaft 1986.

## Berichte

### Hintergrund
Derek Warwick, der zu Beginn der Saison aufgrund der ablehnenden Haltung Ayrton Sennas nicht den erhofften Platz im Team Lotus erhalten hatte, wurde Nachfolger des tödlich verunglückten Elio de Angelis bei Brabham.
Marc Surer hatte sich im Zuge eines Unfalls bei der Hessen-Rallye schwere Verletzungen zugezogen und musste seine Formel-1-Karriere beenden. Das Team Arrows engagierte daraufhin Christian Danner als Ersatzfahrer. Da dieser jedoch vertraglich fest an Osella gebunden war, musste er nach wie vor für dieses Team antreten. Er erfuhr davon erst, als er bereits im Arrows A8 angeschnallt war und das Training aufnehmen wollte.

### Training
Nigel Mansell sicherte sich die Pole-Position vor Ayrton Senna. Es folgte Nelson Piquet vor Alain Prost, René Arnoux und Keke Rosberg.

### Rennen
Im Warm-up zog sich Patrick Tambay bei einem Unfall Verletzungen an den Füßen zu und musste daher auf die Teilnahme am Rennen verzichten.
Mansell ging in Führung und verschaffte sich rasch einen Vorsprung, da Senna die hinter sich liegenden Piloten Prost, Piquet, Rosberg und Arnoux aufzuhalten schien. In der fünften Runde gelang es Prost, den Brasilianer zu überholen. Dieser musste ausweichen und somit eine ungünstige Kurvenlinie fahren, wodurch auch Rosberg, Piquet und Arnoux an ihm vorbei gelangten.
Bis zur 17. Runde kämpfte sich Rosberg an Prost und Mansell vorbei an die Spitze. Da er bemerkte, dass er mit dieser Fahrweise zu viel Kraftstoff verbrauchte, verlangsamte er etwas, sodass die beiden zuvor überholten wieder zu ihm aufschließen konnten. Im Zuge der Überrundung von Alan Jones im 22. Umlauf nutzte Mansell eine kleine Unachtsamkeit Rosbergs aus, um wieder die Führung zu übernehmen. Da er noch über ausreichende Kraftstoffreserven verfügte, verschaffte er sich erneut einen Vorsprung und siegte.
Prost, der seinen Teamkollegen Rosberg ebenfalls überholt hatte, fiel nach einem Boxenstopp, der aufgrund einer klemmenden Radmutter recht lang dauerte, auf den fünften Rang zurück. Bis zum Ende des Rennens kämpfte er sich jedoch wieder bis auf den zweiten Platz nach vorn. Piquet wurde Dritter vor Rosberg, Senna und Arnoux.

## Meldeliste
| Team                           | Nr. | Fahrer             | Chassis        | Motor                         | Reifen |
| ------------------------------ | --- | ------------------ | -------------- | ----------------------------- | ------ |
| Marlboro McLaren International | 01  | Alain Prost        | McLaren MP4/2C | TAG/Porsche TTE PO1 1.5 V6t   | G      |
| Marlboro McLaren International | 02  | Keke Rosberg       | McLaren MP4/2C | TAG/Porsche TTE PO1 1.5 V6t   | G      |
| Data General Team Tyrrell      | 03  | Martin Brundle     | Tyrrell 015    | Renault EF15 1.5 V6t          | G      |
| Data General Team Tyrrell      | 04  | Philippe Streiff   | Tyrrell 014    | Renault EF15 1.5 V6t          | G      |
| Canon Williams Honda Team      | 05  | Nigel Mansell      | Williams FW11  | Honda RA166E 1.5 V6t          | G      |
| Canon Williams Honda Team      | 06  | Nelson Piquet      | Williams FW11  | Honda RA166E 1.5 V6t          | G      |
| Motor Racing Developments      | 07  | Riccardo Patrese   | Brabham BT55   | BMW M12/13 1.5 L4t            | P      |
| Motor Racing Developments      | 08  | Derek Warwick      | Brabham BT55   | BMW M12/13 1.5 L4t            | P      |
| John Player Special Team Lotus | 11  | Johnny Dumfries    | Lotus 98T      | Renault EF15B 1.5 V6t         | G      |
| John Player Special Team Lotus | 12  | Ayrton Senna       | Lotus 98T      | Renault EF15B 1.5 V6t         | G      |
| West Zakspeed Racing           | 14  | Jonathan Palmer    | Zakspeed 861   | Zakspeed 1500/4 1.5 L4t       | G      |
| West Zakspeed Racing           | 29  | Huub Rothengatter  | Zakspeed 861   | Zakspeed 1500/4 1.5 L4t       | G      |
| Team Haas (USA) Ltd            | 15  | Alan Jones         | Lola THL2      | Ford Cosworth GBA 1.5 V6t     | G      |
| Team Haas (USA) Ltd            | 16  | Patrick Tambay     | Lola THL2      | Ford Cosworth GBA 1.5 V6t     | G      |
| Barclay Arrows BMW             | 18  | Thierry Boutsen    | Arrows A8      | BMW M12/13 1.5 L4t            | G      |
| Benetton Formula Ltd           | 19  | Teo Fabi           | Benetton B186  | BMW M12/13 1.5 L4t            | P      |
| Benetton Formula Ltd           | 20  | Gerhard Berger     | Benetton B186  | BMW M12/13 1.5 L4t            | P      |
| Osella Squadra Corse           | 21  | Piercarlo Ghinzani | Osella FA1H    | Alfa Romeo 890T 1.5 V8t       | P      |
| Osella Squadra Corse           | 22  | Christian Danner   | Osella FA1G    | Alfa Romeo 890T 1.5 V8t       | P      |
| Minardi F1 Team                | 23  | Andrea de Cesaris  | Minardi M185B  | Motori Moderni 615-90 1.5 V6t | P      |
| Minardi F1 Team                | 24  | Alessandro Nannini | Minardi M185B  | Motori Moderni 615-90 1.5 V6t | P      |
| Équipe Ligier                  | 25  | René Arnoux        | Ligier JS27    | Renault EF15 1.5 V6t          | P      |
| Équipe Ligier                  | 26  | Jacques Laffite    | Ligier JS27    | Renault EF15 1.5 V6t          | P      |
| Scuderia Ferrari SpA SEFAC     | 27  | Michele Alboreto   | Ferrari F1/86  | Ferrari 032 1.5 V6t           | G      |
| Scuderia Ferrari SpA SEFAC     | 28  | Stefan Johansson   | Ferrari F1/86  | Ferrari 032 1.5 V6t           | G      |

## Klassifikationen

### Qualifying
| Pos. | Fahrer             | Konstrukteur           | Qualifikationstraining 1 | Qualifikationstraining 1 | Qualifikationstraining 2 | Qualifikationstraining 2 | Start |
| Pos. | Fahrer             | Konstrukteur           | Zeit                     | Ø-Geschwindigkeit        | Zeit                     | Ø-Geschwindigkeit        | Start |
| ---- | ------------------ | ---------------------- | ------------------------ | ------------------------ | ------------------------ | ------------------------ | ----- |
| 01   | Nigel Mansell      | Williams-Honda         | 1:28,889                 | 178,605 km/h             | 1:24,118                 | 188,735 km/h             | 01    |
| 02   | Ayrton Senna       | Lotus-Renault          | 1:27,422                 | 181,602 km/h             | 1:24,188                 | 188,578 km/h             | 02    |
| 03   | Nelson Piquet      | Williams-Honda         | 1:28,588                 | 179,212 km/h             | 1:24,384                 | 188,140 km/h             | 03    |
| 04   | Alain Prost        | McLaren-TAG-Porsche    | 1:29,541                 | 177,304 km/h             | 1:25,192                 | 186,356 km/h             | 04    |
| 05   | René Arnoux        | Ligier-Renault         | 1:30,200                 | 176,009 km/h             | 1:25,224                 | 186,286 km/h             | 05    |
| 06   | Keke Rosberg       | McLaren-TAG-Porsche    | 1:29,348                 | 177,687 km/h             | 1:25,533                 | 185,613 km/h             | 06    |
| 07   | Gerhard Berger     | Benetton-BMW           | 1:29,471                 | 177,443 km/h             | 1:26,439                 | 183,667 km/h             | 07    |
| 08   | Jacques Laffite    | Ligier-Renault         | 1:30,171                 | 176,065 km/h             | 1:26,447                 | 183,650 km/h             | 08    |
| 09   | Riccardo Patrese   | Brabham-BMW            | 1:32,692                 | 171,277 km/h             | 1:26,483                 | 183,574 km/h             | 09    |
| 10   | Derek Warwick      | Brabham-BMW            | 1:33,231                 | 170,287 km/h             | 1:27,413                 | 181,621 km/h             | 10    |
| 11   | Michele Alboreto   | Ferrari                | 1:42,740                 | 154,526 km/h             | 1:27,495                 | 181,450 km/h             | 11    |
| 12   | Thierry Boutsen    | Arrows-BMW             | 1:35,843                 | 165,646 km/h             | 1:27,614                 | 181,204 km/h             | 12    |
| 13   | Alan Jones         | Lola-Ford              | 1:33,291                 | 170,177 km/h             | 1:28,058                 | 180,290 km/h             | 13    |
| 14   | Patrick Tambay     | Lola-Ford              | 1:31,487                 | 173,533 km/h             | 1:28,095                 | 180,215 km/h             | 14    |
| 15   | Teo Fabi           | Benetton-BMW           | 1:51,056                 | 142,955 km/h             | 1:28,102                 | 180,200 km/h             | 15    |
| 16   | Johnny Dumfries    | Lotus-Renault          | 1:32,144                 | 172,296 km/h             | 1:28,521                 | 179,347 km/h             | 16    |
| 17   | Philippe Streiff   | Tyrrell-Renault        | 1:32,307                 | 171,991 km/h             | 1:28,639                 | 179,109 km/h             | 17    |
| 18   | Stefan Johansson   | Ferrari                | 1:28,881                 | 178,621 km/h             | 1:29,078                 | 178,226 km/h             | 18    |
| 19   | Martin Brundle     | Tyrrell-Renault        | 1:34,233                 | 168,476 km/h             | 1:29,111                 | 178,160 km/h             | 19    |
| 20   | Alessandro Nannini | Minardi-Motori Moderni | 1:35,789                 | 165,739 km/h             | 1:29,653                 | 177,083 km/h             | 20    |
| 21   | Andrea de Cesaris  | Minardi-Motori Moderni | 1:32,619                 | 171,412 km/h             | 1:29,854                 | 176,687 km/h             | 21    |
| 22   | Jonathan Palmer    | Zakspeed               | 1:31,856                 | 172,836 km/h             | 1:30,005                 | 176,390 km/h             | 22    |
| 23   | Piercarlo Ghinzani | Osella-Alfa Romeo      | 1:36,575                 | 164,390 km/h             | 1:31,479                 | 173,548 km/h             | 23    |
| 24   | Huub Rothengatter  | Zakspeed               | 1:46,280                 | 149,379 km/h             | 1:32,113                 | 172,354 km/h             | 24    |
| 25   | Christian Danner   | Osella-Alfa Romeo      | 1:41,436                 | 156,512 km/h             | keine Zeit               | –                        | 25    |

### Rennen
| Pos. | Fahrer             | Konstrukteur           | Runden | Stopps | Zeit        | Start | Schnellste Runde |
| ---- | ------------------ | ---------------------- | ------ | ------ | ----------- | ----- | ---------------- |
| 01   | Nigel Mansell      | Williams-Honda         | 69     | 1      | 1:42:26,415 | 01    | 1:26,552 (33.)   |
| 02   | Alain Prost        | McLaren-TAG-Porsche    | 69     | 1      | + 20,659    | 04    | 1:26,859 (63.)   |
| 03   | Nelson Piquet      | Williams-Honda         | 69     | 2      | + 36,262    | 03    | 1:25,443 (63.)   |
| 04   | Keke Rosberg       | McLaren-TAG-Porsche    | 69     | 0      | + 1:35,673  | 06    | 1:27,479 (19.)   |
| 05   | Ayrton Senna       | Lotus-Renault          | 68     | 0      | + 1 Runde   | 02    | 1:27,503 (63.)   |
| 06   | René Arnoux        | Ligier-Renault         | 68     | 0      | + 1 Runde   | 05    | 1:27,981 (63.)   |
| 07   | Jacques Laffite    | Ligier-Renault         | 68     | 0      | + 1 Runde   | 08    | 1:27,742 (60.)   |
| 08   | Michele Alboreto   | Ferrari                | 68     | 0      | + 1 Runde   | 11    | 1:28,408 (37.)   |
| 09   | Martin Brundle     | Tyrrell-Renault        | 67     | 0      | + 2 Runden  | 19    | 1:29,553 (57.)   |
| 10   | Alan Jones         | Lola-Ford              | 66     | 1      | + 3 Runden  | 13    | 1:29,366 (58.)   |
| 11   | Philippe Streiff   | Tyrrell-Renault        | 65     | 0      | + 4 Runden  | 17    | 1:32,209 (55.)   |
| 12   | Huub Rothengatter  | Zakspeed               | 63     | 0      | + 6 Runden  | 24    | 1:33,568 (08.)   |
| –    | Riccardo Patrese   | Brabham-BMW            | 44     | 0      | DNF         | 09    | 1:30,731 (15.)   |
| –    | Piercarlo Ghinzani | Osella-Alfa Romeo      | 43     | 0      | DNF         | 23    | 1:33,598 (19.)   |
| –    | Andrea de Cesaris  | Minardi-Motori Moderni | 40     | 0      | DNF         | 21    | 1:30,514 (37.)   |
| –    | Thierry Boutsen    | Arrows-BMW             | 38     | 0      | DNF         | 12    | 1:30,975 (28.)   |
| –    | Gerhard Berger     | Benetton-BMW           | 34     | 0      | DNF         | 07    | 1:30,361 (34.)   |
| –    | Stefan Johansson   | Ferrari                | 29     | 0      | DNF         | 18    | 1:28,853 (27.)   |
| –    | Johnny Dumfries    | Lotus-Renault          | 28     | 0      | DNF         | 16    | 1:31,623 (06.)   |
| –    | Jonathan Palmer    | Zakspeed               | 24     | 0      | DNF         | 22    | 1:33,764 (07.)   |
| –    | Derek Warwick      | Brabham-BMW            | 20     | 0      | DNF         | 10    | 1:31,139 (18.)   |
| –    | Alessandro Nannini | Minardi-Motori Moderni | 17     | 0      | DNF         | 20    | 1:33,173 (05.)   |
| –    | Teo Fabi           | Benetton-BMW           | 13     | 0      | DNF         | 15    | 1:32,317 (11.)   |
| –    | Christian Danner   | Osella-Alfa Romeo      | 6      | 0      | DNF         | 25    | 1:37,444 (04.)   |
| DNS  | Patrick Tambay     | Lola-Ford              | –      | –      | –           | 14    | –                |

## WM-Stände nach dem Rennen
Die ersten sechs des Rennens bekamen 9, 6, 4, 3, 2 bzw. 1 Punkt(e). In der Fahrerwertung wurden die besten elf Resultate, in der Konstrukteurswertung alle Resultate gewertet.

### Fahrerwertung
| Pos. | Fahrer           | Konstrukteur        | Punkte |
| ---- | ---------------- | ------------------- | ------ |
| 01   | Alain Prost      | McLaren-TAG-Porsche | 29     |
| 02   | Nigel Mansell    | Williams-Honda      | 27     |
| 03   | Ayrton Senna     | Lotus-Renault       | 27     |
| 04   | Nelson Piquet    | Williams-Honda      | 19     |
| 05   | Keke Rosberg     | McLaren-TAG-Porsche | 14     |
| 06   | Stefan Johansson | Ferrari             | 7      |
| 07   | Jacques Laffite  | Ligier-Renault      | 7      |
| 08   | Gerhard Berger   | Benetton-BMW        | 6      |
| 09   | René Arnoux      | Ligier-Renault      | 6      |
| 10   | Michele Alboreto | Ferrari             | 3      |
| 11   | Martin Brundle   | Tyrrell-Renault     | 2      |
| 12   | Teo Fabi         | Benetton-BMW        | 2      |
| 13   | Riccardo Patrese | Brabham-BMW         | 1      |
| 14   | Thierry Boutsen  | Arrows-BMW          | 0      |

| Pos. | Fahrer             | Konstrukteur           | Punkte |
| ---- | ------------------ | ---------------------- | ------ |
| 15   | Philippe Streiff   | Tyrrell-Renault        | 0      |
| 16   | Elio de Angelis    | Brabham-BMW            | 0      |
| 17   | Patrick Tambay     | Lola-Hart              | 0      |
| 18   | Marc Surer         | Arrows-BMW             | 0      |
| 19   | Johnny Dumfries    | Lotus-Renault          | 0      |
| 20   | Alan Jones         | Lola-Hart              | 0      |
| 21   | Jonathan Palmer    | Zakspeed               | 0      |
| 22   | Huub Rothengatter  | Zakspeed               | 0      |
| –    | Christian Danner   | Osella-Alfa Romeo      | 0      |
| –    | Alessandro Nannini | Minardi-Motori Moderni | 0      |
| –    | Andrea de Cesaris  | Minardi-Motori Moderni | 0      |
| –    | Piercarlo Ghinzani | Osella-Alfa Romeo      | 0      |
| –    | Derek Warwick      | Brabham-BMW            | 0      |

### Konstrukteurswertung
| Pos. | Konstrukteur        | Punkte |
| ---- | ------------------- | ------ |
| 01   | Williams-Honda      | 46     |
| 02   | McLaren-TAG-Porsche | 43     |
| 03   | Lotus-Renault       | 27     |
| 04   | Ligier-Renault      | 13     |
| 05   | Ferrari             | 10     |
| 06   | Benetton-BMW        | 8      |
| 07   | Tyrrell-Ford        | 2      |

| Pos. | Konstrukteur           | Punkte |
| ---- | ---------------------- | ------ |
| 08   | Brabham-BMW            | 1      |
| 09   | Arrows-BMW             | 0      |
| 10   | Lola-Hart              | 0      |
| 11   | Zakspeed               | 0      |
| –    | Osella-Alfa Romeo      | 0      |
| –    | Minardi-Motori Moderni | 0      |